# James B. Woods
James B. Woods (* 21. Januar 1802 in Kentucky; † 1851 in Liberty County, Texas) war ein US-amerikanischer Siedler, Soldat und Politiker.

## Werdegang
Über die frühen Jahre von James B. Woods ist nichts bekannt. 1830 zog er nach Texas, welches damals noch Teil von Mexiko war. Woods arbeitete dort als Anwalt. 1834 wurde er Alcalde vom Liberty District. Als Abgeordneter von Liberty nahm er dann an der Konsultation von 1835, und der Konvention von 1836 in Washington teil, wo er am 11. März 1836 die Unabhängigkeitserklärung von Texas mitunterzeichnete. Woods diente vom 7. Juli bis zum 7. Oktober 1836 in der Armee von Texas. 1838 verlor er im Liberty County die Wahl für einen Sitz im Repräsentantenhaus der Republik Texas gegen seinen Schwager Hugh B. Johnston. Während des Wahlkampfs wurde Woods der Ausschweifung beschuldigt und der Unterstützung des gesuchten Thomas D. Yocum.
Woods war mit Mary A., geborene White, verheiratet. Das Paar hatte drei Kinder. Nach den Steuerunterlagen von 1838 besaß Woods drei Sklaven, zwei Pferde, vierzig Rinder und ein halbes League Land. Woods beging angeblich Selbstmord, nachdem er 1851 einen Mann getötet hatte. Er wurde auf dem privaten Friedhof der Familie seiner Ehefrau, der sich ca. 3½ Meilen südöstlich von Liberty befindet, begraben. 1936 setzte die Texas Centennial Commission auf der bis dahin unbeschrifteten Grabstelle ihm zu Ehren einen Grabstein.